# Hetluft
Hetluft var ett svenskt direktsänt intervjuprogram som sändes i TV 4 klockan 23.05–23.45 mellan den 11 mars 2003 och den 20 april 2004 i tre säsonger om tio respektive tolv delar. Programledare och intervjuare var Lennart Ekdal och Malou von Sivers. Återkommande medverkande under de två sista säsongerna var Thorsten Flinck.
Ekdal och von Sivers intervjuade en aktuell person i programmet, och programbeskrivningen löd: "De fördjupar och analyserar ett aktuellt ämne och sätter det i ett nytt ljus. Med hjälp av länkar och direktkontakt från platser runt om i Sverige och världen tar samtalet fart och får nya vändningar." 
Det första programmet sändes den 11 mars 2003 och hade statsminister Göran Persson som gäst.